# Луніно (Гвардійський міський округ)

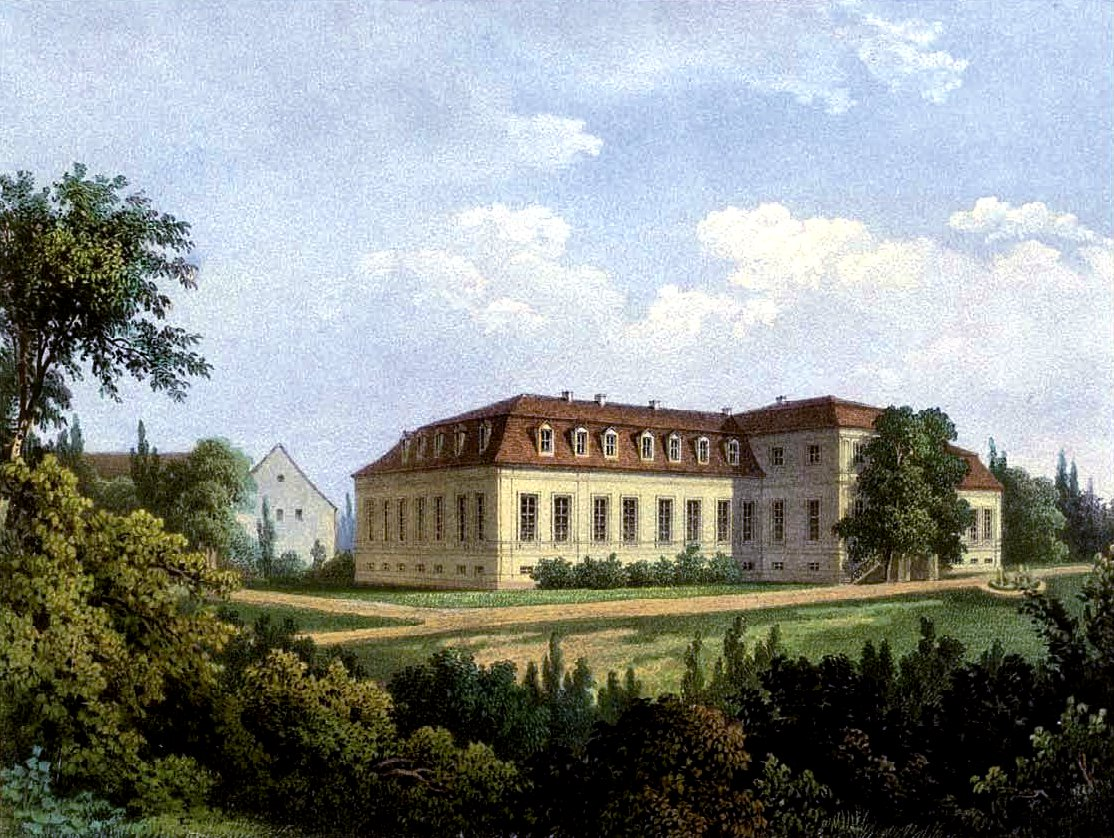
Castle Sanditten, Alexander Duncker

Луніно (рос. Лунино) — селище Гвардійського міського округу, Калінінградської області Росії. Входить до складу Зоринського сільського поселення.
Населення — 146 осіб (2015 рік).

## Населення
| 2010 |
| ---- |
| 146  |